# Amphidasya
Amphidasya, biljni rod iz porodice broćevki smješten u tribus Urophylleae, dio potporodice Rubioideae. Postoji 13 priznatih vrsta raširenih od Nikaragve na sjeveru, do Perua i Brazila na jugu

## Vrste
1. Amphidasya ambigua (Standl.) Standl.
2. Amphidasya amethystina J.L.Clark & C.M.Taylor
3. Amphidasya brevidentata C.M.Taylor
4. Amphidasya bullata Standl.
5. Amphidasya colombiana (Standl.) Steyerm.
6. Amphidasya elegans C.M.Taylor
7. Amphidasya intermedia Steyerm.
8. Amphidasya longicalycina (Dwyer) C.M.Taylor
9. Amphidasya neblinae Steyerm.
10. Amphidasya panamensis C.M.Taylor
11. Amphidasya spathulata Dwyer
12. Amphidasya umbrosa (Wernham) Standl.
13. Amphidasya venezuelensis (Standl.) Steyerm.